# Afraflacilla
Afraflacilla là một chi nhện trong họ Salticidae.